# Sörsjön (Bjuråkers socken, Hälsingland)
Sörsjön är en sjö i Hudiksvalls kommun i Hälsingland och ingår i Delångersåns huvudavrinningsområde. Sjön är 5 meter djup, har en yta på 0,458 kvadratkilometer och befinner sig 335,1 meter över havet. Sjön avvattnas av vattendraget Älpbäcken.

## Delavrinningsområde
Sörsjön ingår i det delavrinningsområde (688769-152695) som SMHI kallar för Utloppet av Sörsjön. Medelhöjden är 356 meter över havet och ytan är 2,95 kvadratkilometer. Det finns ett avrinningsområde uppströms, och räknas det in blir den ackumulerade arean 8,67 kvadratkilometer. Älpbäcken som avvattnar avrinningsområdet har biflödesordning 2, vilket innebär att vattnet flödar genom totalt 2 vattendrag innan det når havet efter 100 kilometer. Avrinningsområdet består mestadels av skog (76 procent). Avrinningsområdet har 0,46 kvadratkilometer vattenytor vilket ger det en sjöprocent på 15,5 procent.